# Premiul Nebula pentru cel mai bun scenariu
Premiul Nebula pentru cel mai bun scenariu (Nebula Award for Best scenariu) este acordat anual de Science Fiction and Fantasy Writers of America (SFWA) începând cu 1974 pentru cel mai bun scenariu SF&F al unui film sau episod TV. A fost acordat în perioada 1974 - 1978 și 2000 - 2009. Din 2009 este acordat Premiul Ray Bradbury.

## Lista premiilor
| An   | Scenarist(i) | Lucrare                                                           | Publisher                                           | Ref.   |
| ---- | --- | ----------------------------------------------------------------- | --------------------------------------------------- | ------ |
| 1974 | Stanley R. Greenberg (scenariu), Harry Harrison (roman original)*                                                   | Soylent Green                                                     | Metro-Goldwyn-Mayer                                 | [ 7 ]  |
| 1974 | Michael Crichton | Westworld                                                         | Metro-Goldwyn-Mayer                                 | [ 7 ]  |
| 1974 | Bruce Jay Friedman                                                                                                  | Steambath                                                         | PBS                                                 | [ 7 ]  |
| 1974 | Brian Moore (scenariu, roman original)                                                                              | Catholics                                                         | ITV                                                 | [ 7 ]  |
| 1975 | Woody Allen* | Sleeper                                                           | United Artists                                      | [ 8 ]  |
| 1975 | Christopher Isherwood și Don Bachardy (scenariu), Mary Shelley (roman original)                                     | Frankenstein: The True Story                                      | NBC                                                 | [ 8 ]  |
| 1975 | René Laloux și Roland Topor (scenariu), Stefan Wul (roman original)                                                 | Fantastic Planet                                                  | Argos Films                                         | [ 8 ]  |
| 1976 | Mel Brooks și Gene Wilder (scenariu), Mary Shelley (roman original)*                                                | Young Frankenstein                                                | United Artists                                      | [ 9 ]  |
| 1976 | John Carpenter și Dan O'Bannon                                                                                      | Dark Star                                                         | Jack H. Harris Enterprises                          | [ 9 ]  |
| 1976 | L. Q. Jones (scenariu) Harlan Ellison (nuvelă originală)                                                            | A Boy and His Dog                                                 | LQ/JAF                                              | [ 9 ]  |
| 1976 | William Harrison (scenariu, povestire originală)                                                                    | Rollerball                                                        | United Artists                                      | [ 9 ]  |
| 1977 | (nu s-a acordat)+                                                                                                   |                                                                   |                                                     | [ 10 ] |
| 1977 | Harlan Ellison | Harlan! Harlan Ellison Reads Harlan Ellison                       | Alternative World Recordings                        | [ 10 ] |
| 1977 | David Zelag Goodman (scenariu), William F. Nolan și George Clayton Johnson (roman original)                         | Logan's Run                                                       | United Artists                                      | [ 10 ] |
| 1977 | Paul Mayersberg (scenariu), Walter Tevis (roman original)                                                           | The Man Who Fell to Earth                                         | Columbia Pictures                                   | [ 10 ] |
| 1978 | George Lucas* | Star Wars Episode IV: A New Hope                                  | 20th Century Fox                                    | [ 11 ] |
| 2000 | M. Night Shyamalan*                                                                                                 | The Sixth Sense                                                   | Hollywood Pictures                                  | [ 12 ] |
| 2000 | Robert J. Avrech (scenariu), Jane Yolen (roman original)                                                            | The Devil's Arithmetic                                            | Showtime Networks                                   | [ 12 ] |
| 2000 | Brad Bird și Tim McCanlies (scenariu), Ted Hughes (roman original)                                                  | The Iron Giant                                                    | Warner Bros.                                        | [ 12 ] |
| 2000 | John Millerman | The Uranus Experiment: Part 2                                     | Private Black Label                                 | [ 12 ] |
| 2000 | Larry and Andy Wachowski                                                                                            | The Matrix                                                        | Warner Bros.                                        | [ 12 ] |
| 2001 | David Howard și Robert Gordon*                                                                                      | Galaxy Quest                                                      | DreamWorks                                          | [ 13 ] |
| 2001 | Frank Darabont (scenariu), Stephen King (roman original)                                                            | The Green Mile                                                    | Warner Bros.                                        | [ 13 ] |
| 2001 | Hayao Miyazaki (scenariu) și Neil Gaiman (traducere în engleză)                                                     | Princess Mononoke                                                 | Studio Ghibli/Miramax Films                         | [ 13 ] |
| 2001 | Charlie Kaufman | Being John Malkovich                                              | Propaganda Films                                    | [ 13 ] |
| 2001 | M. Night Shyamalan                                                                                                  | Unbreakable                                                       | Touchstone Pictures                                 | [ 13 ] |
| 2001 | Kevin Smith | Dogma                                                             | View Askew Productions                              | [ 13 ] |
| 2002 | James Schamus, Kuo Jung Tsai și Hui-Ling Wang (scenariu), Wang Dulu (roman original)*                               | Crouching Tiger, Hidden Dragon                                    | Sony Pictures Classics                              | [ 14 ] |
| 2002 | Ethan and Joel Coen                                                                                                 | O Brother, Where Art Thou?                                        | Touchstone Pictures                                 | [ 14 ] |
| 2002 | Tom DeSanto și Bryan Singer (povestire), David Hayter (scenariu)                                                    | X-Men                                                             | 20th Century Fox                                    | [ 14 ] |
| 2002 | Joss Whedon | Buffy the Vampire Slayer: "The Body"                              | Fox Television Studios/Mutant Enemy Productions     | [ 14 ] |
| 2003 | Fran Walsh, Philippa Boyens, și Peter Jackson (scenariu), J. R. R. Tolkien (roman original)*                        | The Lord of the Rings: The Fellowship of the Ring                 | New Line Cinema                                     | [ 15 ] |
| 2003 | Ted Elliott și Terry Rossio                                                                                         | Shrek                                                             | DreamWorks                                          | [ 15 ] |
| 2003 | Michael Taylor (scenariu), Stephen King (concept original )                                                         | The Dead Zone: "Unreasonable Doubt"                               | DreamWorks                                          | [ 15 ] |
| 2003 | Joss Whedon | Buffy the Vampire Slayer: "Once More, With Feeling"               | Warner Bros.                                        | [ 15 ] |
| 2004 | Fran Walsh, Philippa Boyens, Stephen Sinclair, și Peter Jackson (scenariu), J. R. R. Tolkien (roman original)*      | The Lord of the Rings: The Two Towers                             | New Line Cinema                                     | [ 16 ] |
| 2004 | Scott Frank și Jon Cohen (scenariu), Philip K. Dick (povestire originală)                                           | Minority Report                                                   | 20th Century Fox/DreamWorks                         | [ 16 ] |
| 2004 | David A. Goodman | Futurama: "Where No Fan Has Gone Before"                          | Fox Broadcasting Company                            | [ 16 ] |
| 2004 | Hayao Miyazaki (scenariu), Cindy Davis Hewitt, and Donald H. Hewitt (traducere în engleză)                          | Spirited Away                                                     | Studio Ghibli/The Walt Disney Company               | [ 16 ] |
| 2004 | Andrew Stanton, Bob Peterson, and David Reynolds                                                                    | Finding Nemo                                                      | Pixar/The Walt Disney Company                       | [ 16 ] |
| 2005 | Fran Walsh, Philippa Boyens, și Peter Jackson (scenariu), J. R. R. Tolkien (roman original)*                        | The Lord of the Rings: The Return of the King                     | New Line Cinema                                     | [ 17 ] |
| 2005 | Brad Bird | The Incredibles                                                   | Pixar/The Walt Disney Company                       | [ 17 ] |
| 2005 | J. Mackye Gruber și Eric Bress                                                                                      | The Butterfly Effect                                              | New Line Cinema                                     | [ 17 ] |
| 2005 | Charlie Kaufman & Michel Gondry                                                                                     | Eternal Sunshine of the Spotless Mind                             | Focus Features                                      | [ 17 ] |
| 2006 | Joss Whedon* | Serenity                                                          | Universal Studios/Mutant Enemy Productions          | [ 18 ] |
| 2006 | Carla Robinson, Bradley Thompson, și David Weddle                                                                   | Battlestar Galactica: "Act of Contrition/You Can't Go Home Again" | Sci-Fi Channel                                      | [ 18 ] |
| 2007 | Hayao Miyazaki (scenariu), Cindy Davis Hewitt și Donald H. Hewitt (traducere în engleză)                            | Howl's Moving Castle                                              | Studio Ghibli/The Walt Disney Company               | [ 19 ] |
| 2007 | Christopher Nolan și David S. Goyer                                                                                 | Batman Begins                                                     | Warner Bros.                                        | [ 19 ] |
| 2007 | Michael Taylor | Battlestar Galactica: "Unfinished Business"                       | Sci-Fi Channel                                      | [ 19 ] |
| 2007 | Steven Moffat | Doctor Who: "The Girl in the Fireplace"                           | BBC Cymru Wales/BBC One                             | [ 19 ] |
| 2008 | Guillermo del Toro*                                                                                                 | Pan's Labyrinth                                                   | Picturehouse                                        | [ 20 ] |
| 2008 | Alfonso Cuarón, Timothy J. Sexton, David Arata, Mark Fergus, și Hawk Ostby (scenariu), P. D. James (roman original) | Children of Men                                                   | Universal Studios                                   | [ 20 ] |
| 2008 | Steven Moffat | Doctor Who: "Blink"                                               | BBC Cymru Wales/BBC One                             | [ 20 ] |
| 2008 | Christopher Nolan și Jonathan Nolan (scenariu), Christopher Priest (roman original)                                 | The Prestige                                                      | Touchstone Pictures                                 | [ 20 ] |
| 2008 | Larry and Andy Wachowski (scenariu), David Lloyd (roman grafic original)                                            | V for Vendetta                                                    | Warner Bros.                                        | [ 20 ] |
| 2008 | Marc Scott Zicree și Michael Reaves                                                                                 | Star Trek: New Voyages: "World Enough and Time"                   | Cawley Entertainment Company/The Magic Time Company | [ 20 ] |
| 2009 | Andrew Stanton, Jim Reardon și Pete Docter*                                                                         | WALL-E                                                            | Pixar/The Walt Disney Company                       | [ 21 ] |
| 2009 | Christopher Nolan, Jonathan Nolan, și David S. Goyer                                                                | The Dark Knight                                                   | Warner Bros.                                        | [ 21 ] |
| 2009 | Brad Wright | Stargate Atlantis: "The Shrine"                                   | Metro-Goldwyn-Mayer                                 | [ 21 ] |

## Legături externe
- http://www.sfwa.org/nebula-awards/